# Tianqi
Keizer Tianqi (23 december 1605 – 30 september 1627) was de 15e keizer van China tijdens de Ming-dynastie. Hij was de oudste zoon van keizer Taichang, en werd geboren als Zhu Youjiao. De naam van zijn tijdperk betekent Hemelse opening.

## Biografie
Zhu Youxiao werd op zijn 15e, na de dood van zijn vader, tot keizer gekroond. Hij had niet veel oog voor de toestand van zijn land, waardoor hem al snel werd verweten dat hij faalde in zijn plichten als keizer en het naleven van de laatste wens van zijn vader. Mogelijk leed Zhu Youxiao aan een leeraandoening. Hij toonde bijvoorbeeld geen interesse in zijn studie, wel hield hij veel van timmeren.
Vanwege deze houding van de keizer nam zijn hoofdeunuch, Wei Zhongxian, de macht over, hierbij geholpen door Madam Ke. Hij versterkte zijn positie vervolgens door mensen die hij vertrouwde te benoemen naar hoge functies binnen het paleis. Madam Ke verstevigde haar greep op de keizer door al zijn concubines uit het paleis te verbannen.
Zhu Youxiao stierf in 1627. Hij werd opgevolgd door zijn jongere broer Zhu Youjian (keizer Chongzhen).

## In media
In augustus en september 2009 werd een 42-uur durende televisieserie uitgezonden over het leven van Wei Zhongxian en Madam Ke tijdens de regeerperiode van Tianqi. 